# Božo Mikulić
Božo Mikulić (Spalato, 29 gennaio 1997) è un calciatore croato, difensore del St. Johnstone.

## Caratteristiche tecniche
È un difensore centrale, molto fisico, abile nelle chiusure difensive e nel colpo di testa.

## Carriera
Cresciuto nel settore giovanile dell'RNK Spalato, dopo aver collezionato una breve esperienza in prestito all'Imotski, esordisce con la prima squadra dei Rossi il 5 agosto 2016, nella partita pareggiata per 0-0 contro lo Slaven Belupo. Affermatosi ben presto come titolare, non riesce tuttavia ad evitare la retrocessione in Druga liga, avvenuta anche a causa delle difficili condizioni economiche del club. Dopo essere già stato vicino al trasferimento in Serie A durante il mese di gennaio (sulle sue tracce vi erano infatti Atalanta e Fiorentina), il 31 agosto 2017 viene acquistato per 300.000 euro dalla Sampdoria.
Il 15 giugno 2018, dopo non aver collezionato alcuna presenza con la prima squadra del club ligure, fa ritorno in Croazia, passando a titolo definitivo all'Hajduk Spalato, con cui firma un triennale. Il 7 agosto 2019 viene ceduto in prestito allo Slaven Belupo.
Il 24 agosto 2021 firma per il Messina fino al 30 giugno 2023.

## Statistiche

### Presenze e reti nei club
Statistiche aggiornate al 20 dicembre 2019.
| Stagione        | Squadra         | Campionato      | Campionato | Campionato | Coppe nazionali | Coppe nazionali | Coppe nazionali | Coppe continentali | Coppe continentali | Coppe continentali | Altre coppe | Altre coppe | Altre coppe | Totale | Totale |
| Stagione        | Squadra         | Comp            | Pres       | Reti       | Comp            | Pres            | Reti            | Comp               | Pres               | Reti               | Comp        | Pres        | Reti        | Pres   | Reti   |
| --------------- | --------------- | --------------- | ---------- | ---------- | --------------- | --------------- | --------------- | ------------------ | ------------------ | ------------------ | ----------- | ----------- | ----------- | ------ | ------ |
| feb.-giu. 2016  | Imotski         | 2. HNL          | 13         | 1          | CC              | -               | -               | -                  | -                  | -                  | -           | -           | -           | 13     | 1      |
| 2016-2017       | RNK Spalato     | 1. HNL          | 27         | 0          | CC              | 5               | 0               | -                  | -                  | -                  | -           | -           | -           | 32     | 0      |
| 2018-2019       | Hajduk Spalato  | 1. HNL          | 8          | 0          | CC              | 1               | 0               | UEL                | 3                  | 0                  | -           | -           | -           | 12     | 0      |
| 2019-2020       | Slaven Belupo   | 1. HNL          | 11         | 1          | CC              | 2               | 1               | -                  | -                  | -                  | -           | -           | -           | 13     | 2      |
| Totale carriera | Totale carriera | Totale carriera | 59         | 2          |                 | 8               | 1               |                    | 3                  | 0                  |             | -           | -           | 70     | 3      |

## Palmarès

### Club

#### Competizioni giovanili
- Juniorsko prvenstvo Hrvatske u nogometu: 1

RNK Spalato: 2014-2015